# Macintosh Office

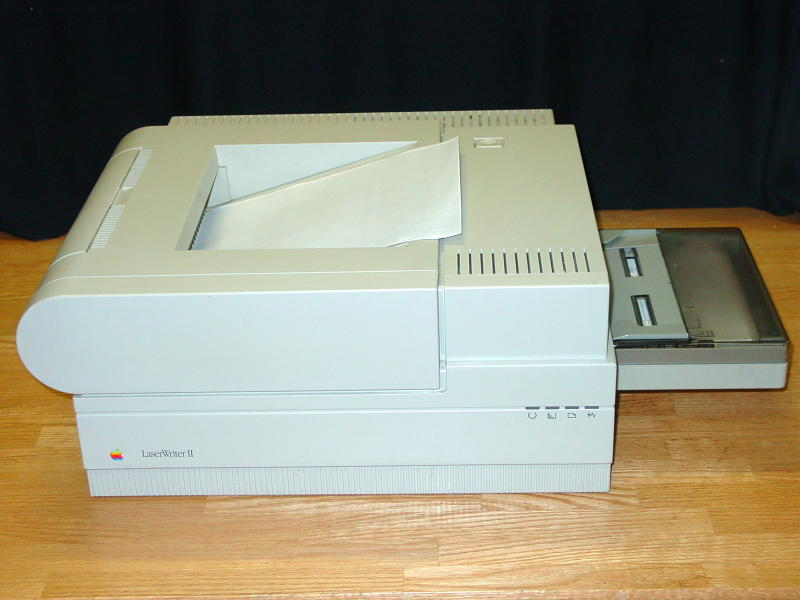
Un Apple Laserwriter II.

Macintosh Office, composé de 3 éléments : un serveur de fichier en réseau, un réseau local et d'une Imprimante laser en réseau, fut la 3e tentative ratée d'entrer de le monde des entreprises en tant que sérieux concurrent à IBM. En janvier 1985, Apple annonça Macintosh Office à travers un spot publicitaire de 60 seconde « Lemmings », particulièrement mal reçu, lors du  Super Bowl XIX.